# Дакопе
Дакопе (бенг. দাকোপ, англ. Dacope) — город на юго-западе Бангладеш, административный центр одноимённого подокруга. Площадь города равна 22 км². По данным переписи 2001 года, в городе проживало 16 552 человека, из которых мужчины составляли 52,31 %, женщины — соответственно 47,69 %. Плотность населения равнялась 752 чел. на 1 км². Уровень грамотности населения составлял 42,2 % (при среднем по Бангладеш показателе 43,1 %). 